# Мана (секрет)
Вижте пояснителната страница за други значения на мана.
Ма̀на – сладък секрет богат на захари отделян от листните въшки и някои щитоносни въшки докато се хранят от флоемния сок на растенията. Тъй като флоемният сок е съставен предимно от въглехидрати, за да си набавят достатъчно протеини въшките поемат повече сок и излишъкът изхвърлят навън във вид на мана. Много други насекоми, като медоносни пчели и мравки, се възползват от това и събират течността богата на калории.

## Трофобиози
Широкото разпространение на листните въшки и високата калоричност на маната са сред причините за възникването на множество трофобиози – симбиотични взаимоотношения основани на обмен на хранителни вещества.

### Мравки
Една от най-известните трофобиози е тази между някои видове мравки и листните въшки. Мравките често събират маната и във връзка с това са възникнали множество различни симбиотични взаимоотношения между тях и листните въшки. Тези симбиози варират от простото защитаване на листните въшки от хищници, до възникването на своеобразно „животновъдство“ при което мравките построяват подслони за въшките и ги пренасят заедно с тях до нови растения.

### Пчели

#### Медоносни пчели
Медоносните пчели също събират мана и от нея правят манов мед. Той обикновено е по-тъмен на цвят и е ценен заради предполагаемите му лечебни свойства. Този мед е леко токсичен за пчелите (но не и за хората) и може да причини манова токсикоза, която да влоши общото здраве на пчелното семейство.

#### Мелипонини
Някои пчели от трибус Meliponini събират мана. За някои от тях е известно, че стимулират отделянето на мана чрез докосване с антенки и че защитават симбионта си от други насекоми.

#### Други пчели
Освен гореспоменатите пчели, мана събират още и Земните пчели, и някои видове от семейство Andrenidae.